# Ivan II av Bulgarien
Ivan II av Bulgarien, död 1330, var Bulgariens regent från 1298 till 1299.